# Los gemelos Superlópez
Los gemelos Superlópez son unos personajes de ficción de España, protagonistas de una serie de historietas del mismo nombre. La serie fue creada por el dibujante español Juan López Jan en 1994 para la revista Zipi y Zape Extra. La historieta estaba claramente basada en el personaje más popular de JAN, Superlópez, pero orientada a un público más infantil, a los que pretendía involucrar valores de respeto al medio ambiente. El propio autor define a los personajes como "unos sucedáneos infantiles de Superlópez".
La serie está protagonizada por dos hermanos de corta edad, un chico llamado Jolín que tiene superpoderes y es muy impulsivo y su hermana Jolina que es más sensata y usa la inteligencia para resolver problemas. Ambos viven con su abuela en Villa Atchum, una casa capaz de viajar por el tiempo y el espacio recorriendo aventuras.

## Creación
Jan propuso crear unas versiones infantiles de Superlópez, pero enseguida surgió la cuestión de quién era el padre de las criaturas. Como JAN se negó a casar a Superlópez, propuso hacer desaparecer también a la madre y hacer que los chicos vivieran con su abuela, para hacer que la cuestión paternal quedara difusa. Finalmente convenció a los editores de que la intriga por la paternidad en todo caso podía ser beneficiosa desde el punto de vista publicitario.

## Trayectoria editorial
La primera historieta de los gemelos se publicó en noviembre de 1994 en el número 46 de Zipi y Zape Extra y aparecieron semanalmente hasta principios de 1996. Más tarde estas historietas se recopilaron en la Colección Olé en dos álbumes intercalados dentro de la colección de Superlópez, constituyendo los números 26 (Los Gemelos Superlópez) y 29 (Vamos a ver elefantes...) Los personajes vuelven a parecer en el especial 25 años de Superlópez en una historieta en donde se revela que el padre de las criaturas es...el propio Superlópez. Según JAN esta última historieta fue la primera que se realizó.

## Personajes
- Jolín: Un niño con superpoderes varios: superfuerza, visión de rayos X, supersoplido, etc. Viste el mismo traje de Superlópez, letra "S" incluida y es muy impulsivo, pero también muy noble.
- Jolina: Es una niña extremadamente inteligente. Muy reflexiva, sabe como ayudar a su hermano a resolver cualquier problema.
- Rompeia Erraska: La abuela de los gemelos. Es una abuela muy marchosa que trabaja como mensajera en la empresa "Huracán".

## Crítica
Las historietas de los gemelos están pensadas para enseñar a los niños valores como la ecología o la tolerancia. Sobre las críticas a estos personajes JAN respondió: "nada me fastidia más que se les juzgue olvidando que era para niños de 7 a 10 años los "superlópezlogos" enterados que asumen que todo está dirigido a ellos, tíos de más de 25 años, edad en que yo leía el "Ulises" de James Joyce".